# FK Voska Sport
FK Voska Sport (Macedonisch: ФК Воска Спорт) is een voetbalclub uit Noord-Macedonië en is opgericht in 2019. De club speelt zijn thuiswedstrijden in het SRC Biljanini Izvori, in de plaats Ohrid. Het stadion biedt plaats aan zo'n 4000 toeschouwers.

## Geschiedenis
De club is opgericht in 2019. Al in het tweede seizoen werd de club kampioen op het derde niveau, de Treta Liga. In het daaropvolgende seizoen werd een knappe tweede plaats behaald op het tweede niveau, de Vtora Liga. Deze stijgende lijn werd in het seizoen van 2022/23 voortgezet. De club wist het kampioenschap te winnen en stootte zodoende door naar het hoogste niveau van Noord-Macedonië, de Prva Liga. Op dat niveau komt de club in het seizoen van 2023/24 voor het eerst uit.

## Erelijst
Treta Liga
Kampioen: 2020/21
Vtora Liga
Kampioen: 2022/23

## Eindklasseringen
| ? |

| 1 |

| 2 |

| 1 |

| 9 |

| Prva Liga | Vtora Liga | Treta Liga | Reg. Niv. 4 |

Besa ·
AP Brera Strumica · 
Gostivar · 
Pelister · 
Rabotnički · 
Shkëndija · 
Shkupi · 
Sileks ·
Struga · 
Tikveš ·
Vardar Skopje ·
Voska Sport ·